# Vertigella kaindensis
Vertigella kaindensis är en insektsart som beskrevs av Evans 1972. Vertigella kaindensis ingår i släktet Vertigella och familjen dvärgstritar. Inga underarter finns listade i Catalogue of Life.